# Retifismo

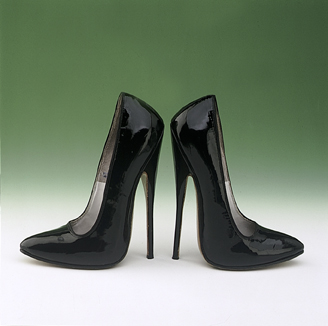

El retifismo es una parafilia que se define por la atracción fetichista por los zapatos. El término proviene del apellido del escritor francés Nicolás Edme Restif de la Bretonne, que fue uno de los primeros en describir los síntomas de esta parafilia.

## Frecuencia
Este comportamiento suele darse más en varones, que gustan de contemplar zapatos o bien de observar a la persona que los porta, y, en algunos casos, independientemente de que ésta sea hombre o mujer. Se dice que quien presenta este comportamiento asocia el zapato y el pie con los genitales femeninos.